# Monitor Wołyński
Monitor Wołyński/Волинський монітор – dwujęzyczne pismo ukazujące się od 2009 roku adresowane do Polaków i osób polskiego pochodzenia mieszkających w obwodach: równieńskim, tarnopolskim i wołyńskim.